# Sauris abnormis
Sauris abnormis là một loài bướm đêm trong họ Geometridae.